# جورج آندروود
جورج آندروود (انگلیسی: George Underwood; ۴ نوامبر ۱۸۸۴ – ۲۸ اوت ۱۹۴۳) دونده اهل ایالات متحده آمریکا بود.